# Jim Duncan (giocatore di football americano)
Jim Duncan (Lancaster, 3 agosto 1946 – Lancaster, 21 ottobre 1972) è stato un giocatore di football americano statunitense che ha militato nel ruolo di cornerback nella National Football League (NFL).

## Carriera
Duncan fu scelto dai Baltimore Colts nel corso del quarto giro (107º assoluto) del Draft NFL 1968. Trascorse la sua prima stagione nella squadra di allenamento prima di essere trasferito in prima squadra nel 1969.
Nel 1970, sotto la direzione del nuovo capo-allenatore Don McCafferty, Duncan divenne titolare e mise a segno due intercetti nelle ultime quattro partite della squadra. Negli special team ebbe una media di 35,4 yard su 20 ritorni. Partì come titolare nella vittoria dei Colts del Super Bowl V. Nella finalissima ritornò 4 kickoff per 90 yard (con un fumble) e recuperò un fumble in difesa.
Nel 1971, Duncan iniziò la stagione come titolare ma degli infortuni lo fecero rimanere fuori dal campo per diverso tempo. Durante una partita di novembre contro gli Oakland Raiders, subì un infortunio alla testa. Anche se le radiografie furono negative, sua madre affermò che iniziò ad avere problemi di memoria dopo l'infortunio. Durante quella stagione i dirigenti della squadra iniziarono a notare un cambiamento nella personalità di Duncan. Il suo carattere affabile era diventato sempre più cupo e il proprietario di Colts Carroll Rosenbloom era abbastanza preoccupato da tenere alcune conversazioni private con Duncan sul fatto che avesse problemi personali.
Duncan fu scambiato con i New Orleans Saints nel 1972 ma fu svincolato durante la pre-stagione. Si unì ai Miami Dolphins, allenati da Don Shula, che aveva scelto Duncan nel Draft a Baltimora, ma fu svincolato anche da loro. Il suo matrimonio finì e perse tra i 22.000 e i 58.000 dollari in un affare di parrucche, ricevendo assistenza medica per problemi psicologici e per un'ulcera sanguinante. La polizia affermò che era sotto sorveglianza per attività collegate al traffico di droga.

## Morte
Il 21 ottobre 1972, Duncan entrò nella stazione di polizia della sua città natale di Lancaster. Gli agenti dissero che rubò la pistola a uno di loro e si sparò alla testa. Un'inchiesta in seguito avvalorò questa tesi ma ciò fece infuriare i suoi familiari, che citarono inconsistenze riguardo alcuni particolari della sua morte.

## Palmarès
- Super Bowl : 1

Baltimore Colts: V
- American Football Conference Championship: 1

Baltimore Colts: 1970